# Sochaux
Sochaux – miejscowość i gmina we Francji, w regionie Burgundia-Franche-Comté, w departamencie Doubs.
Według danych na rok 1990 gminę zamieszkiwało 4419 osób, a gęstość zaludnienia wynosiła 2036 osób/km² (wśród 1786 gmin Franche-Comté Sochaux plasuje się na 28. miejscu pod względem liczby ludności, natomiast pod względem powierzchni na miejscu 1013.).
W Sochaux znajduje się fabryka  PSA.

## Sport
- FC Sochaux-Montbéliard - klub piłkarski